# 266-та піхотна дивізія (Третій Рейх)
266-та піхотна дивізія (Третій Рейх) (нім. 266. Infanterie-Division) — піхотна дивізія Вермахту, що входила до складу німецьких сухопутних військ у роки Другої світової війни.

## Історія
266-та піхотна дивізія була сформована 20 травня 1943 року на навчальному центрі Мюнзінген (нім. Truppenübungsplatz Münsingen) у 5-му військовому окрузі. Невдовзі після завершення формування її підрозділи передислокували на захід Франції на півострів Бретань у район Генгам, де вона продовжила бойове злагодження і перейшла до оборони визначеного сектору Генгам—Бель-Іль—Морле—Ланьйон на Атлантичному валі.
Після висадки союзників у Нормандії 6 червня 1944 року дивізія вела запеклі бої в районі Сен-Ло, Вір та Сен-Мало, де в липні 1944 року була знищена в ході оборони Сен-Мало. Лише незначні залишки змогли прорватися до окремих «фортець» Бретані. Офіційно дивізію було розпущено 29 вересня 1944 року.

## Райони бойових дій
- Франція (липень 1943 — вересень 1944)

## Командування

### Командири
- генерал-лейтенант Карл Шпанг (нім. Karl Spang) (20 травня 1943 — 29 вересня 1944).

### Підпорядкованість
| Час                          | Корпус     | Армія | Група армій (округ) | Штаб      |
| ---------------------------- | ---------- | ----- | ------------------- | --------- |
| 1943                         |            |       |                     |           |
| липень                       |            |       | V військовий округ  | Мюнзінген |
| серпень                      | LXXIV ак   | 7 А   | Група армій «D»     | Бретань   |
| 1944                         |            |       |                     |           |
| січень                       | LXXIV ак   | 7 А   | Група армій «D»     | Бретань   |
| травень                      | LXXIV ак   | 7 А   | Група армій «B»     | Бретань   |
| липень (осн.частина дивізії) | LXXIV ак   | 7 А   | Група армій «B»     | Бретань   |
| липень (Kampfgruppe)         | II параш.к | 7 А   | Група армій «B»     | Сен-Мало  |
| серпень                      | XXV ак     | —     | Група армій «D»     | Сен-Мало  |

### Склад
| 1944                                   |
| -------------------------------------- |
| 897-й гренадерський полк               |
| 898-й гренадерський полк               |
| 899-й гренадерський полк               |
| 266-й артилерійський полк              |
| 266-й інженерний батальйон             |
| 266-й дивізійний батальйон зв'язку     |
| 266-те дивізійне управління постачання |